# Знаки почтовой оплаты СССР (1947)
10 леЗна́ки почто́вой опла́ты СССР (1947) — перечень (каталог) знаков почтовой оплаты (почтовых марок), введённых в обращение дирекцией по изданию и экспедированию знаков почтовой оплаты Министерства связи СССР в 1947 году.

## Список коммеморативных (памятных) марок
Порядок следования элементов в таблице соответствует номеру по каталогу марок СССР (ЦФА), в скобках приведены номера по каталогу «Михель».
| № по каталогу                              | Изображение | Описание и источники | Номинал   | Дата выпуска          | Тираж     | Художник              |
| ------------------------------------------ | ----------- | --- | --------- | --------------------- | --------- | --------------------- |
| (ЦФА [АО «Марка»] № 1103) (Mi #1081)       |             | Серия «100-летие со дня рождения академика А. П. Карпинского»: - Портрет А. П. Карпинского, тёмно-зелёная.                                        | 0,30 руб. | 17 января 1947 года   | 3 000 000 | Василий Завьялов      |
| (ЦФА [АО «Марка»] № 1104) (Mi #1082)       |             | Серия «100-летие со дня рождения академика А. П. Карпинского»: - Портрет А. П. Карпинского, чёрно-коричневая.                                     | 0,50 руб. | 17 января 1947 года   | 1 000 000 | Василий Завьялов      |
| (ЦФА [АО «Марка»] № 1105) (Mi #1083)       |             | Серия «100-летие со дня рождения Н. Е. Жуковского»: - Портрет Н. Е. Жуковского, серо-коричневая.                                                  | 0,30 руб. | 17 января 1947 года   | 5 000 000 | Василий Завьялов      |
| (ЦФА [АО «Марка»] № 1106) (Mi #1084)       |             | Серия «100-летие со дня рождения Н. Е. Жуковского»: - Портрет Н. Е. Жуковского, серо-ультрамариновая.                                             | 0,60 руб. | 17 января 1947 года   | 1 000 000 | Василий Завьялов      |
| (ЦФА [АО «Марка»] № 1107) (Mi #1085)       |             | Серия «23-я годовщина со дня смерти В. И. Ленина»: - Мавзолей В. И. Ленина, серо-зелёная.                                                         | 0,30 руб. | 21 января 1947 года   | 3 000 000 | Василий Завьялов      |
| (ЦФА [АО «Марка»] № 1108) (Mi #1086)       |             | Серия «23-я годовщина со дня смерти В. И. Ленина»: - Мавзолей В. И. Ленина, серо-синяя.                                                           | 0,30 руб. | 21 января 1947 года   | 3 000 000 | Василий Завьялов      |
| (ЦФА [АО «Марка»] № 1109) (Mi #1087)       |             | Серия «23-я годовщина со дня смерти В. И. Ленина»: - Портрет В. И. Ленина.                                                                        | 0,50 руб. | 21 января 1947 года   | 1 000 000 | Василий Завьялов      |
| (ЦФА [АО «Марка»] № 1110) (Mi #1088)       |             | Серия «100-летие Географического общества СССР»: - Мореплаватель Ф. П. Литке, лилово-коричневая.                                                  | 0,20 руб. | 27 января 1947 года   | 2 000 000 | Анатолий Толоконников |
| (ЦФА [АО «Марка»] № 1111) (Mi #1089)       |             | Серия «100-летие Географического общества СССР»: - Мореплаватель Ф. П. Литке, чёрно-синяя.                                                        | 0,20 руб. | 27 января 1947 года   | 2 000 000 | Анатолий Толоконников |
| (ЦФА [АО «Марка»] № 1112) (Mi #1091)       |             | Серия «100-летие Географического общества СССР»: - Путешественник Н. М. Пржевальский, лилово-коричневая.                                          | 0,60 руб. | 27 января 1947 года   | 1 000 000 | Анатолий Толоконников |
| (ЦФА [АО «Марка»] № 1113) (Mi #1090)       |             | Серия «100-летие Географического общества СССР»: - Путешественник Н. М. Пржевальский, оливково-коричневая.                                        | 0,60 руб. | 27 января 1947 года   | 1 000 000 | Анатолий Толоконников |
| (ЦФА [АО «Марка»] № 1114) (Mi #1092)       |             | Серия «Государственные гербы СССР и союзных республик»: - РСФСР.                                                                                  | 0,30 руб. | 9 февраля 1947 года   | 2 000 000 | Владимир Андреев      |
| (ЦФА [АО «Марка»] № 1115) (Mi #1106)       |             | Серия «Государственные гербы СССР и союзных республик»: - Украинская ССР.                                                                         | 0,30 руб. | 9 февраля 1947 года   | 2 000 000 | Владимир Андреев      |
| (ЦФА [АО «Марка»] № 1116) (Mi #1095)       |             | Серия «Государственные гербы СССР и союзных республик»: - Белорусская ССР.                                                                        | 0,30 руб. | 9 февраля 1947 года   | 2 000 000 | Владимир Андреев      |
| (ЦФА [АО «Марка»] № 1117) (Mi #1107)       |             | Серия «Государственные гербы СССР и союзных республик»: - Узбекская ССР.                                                                          | 0,30 руб. | 9 февраля 1947 года   | 2 000 000 | Владимир Андреев      |
| (ЦФА [АО «Марка»] № 1118) (Mi #1099)       |             | Серия «Государственные гербы СССР и союзных республик»: - Казахская ССР[./Знаки_почтовой_оплаты_СССР_(1947)#cite_note-м_1118-27 [Комм 17]].       | 0,30 руб. | 9 февраля 1947 года   | 2 000 000 | Владимир Андреев      |
| (ЦФА [АО «Марка»] № 1119) (Mi #1097)       |             | Серия «Государственные гербы СССР и союзных республик»: - Грузинская ССР.                                                                         | 0,30 руб. | 9 февраля 1947 года   | 2 000 000 | Владимир Андреев      |
| (ЦФА [АО «Марка»] № 1120) (Mi #1094)       |             | Серия «Государственные гербы СССР и союзных республик»: - Азербайджанская ССР[./Знаки_почтовой_оплаты_СССР_(1947)#cite_note-м_1120-29 [Комм 19]]. | 0,30 руб. | 9 февраля 1947 года   | 2 000 000 | Владимир Андреев      |
| (ЦФА [АО «Марка»] № 1121) (Mi #1102)       |             | Серия «Государственные гербы СССР и союзных республик»: - Литовская ССР[./Знаки_почтовой_оплаты_СССР_(1947)#cite_note-м_1121-30 [Комм 20]].       | 0,30 руб. | 9 февраля 1947 года   | 2 000 000 | Владимир Андреев      |
| (ЦФА [АО «Марка»] № 1122) (Mi #1103)       |             | Серия «Государственные гербы СССР и союзных республик»: - Молдавская ССР.                                                                         | 0,30 руб. | 9 февраля 1947 года   | 2 000 000 | Владимир Андреев      |
| (ЦФА [АО «Марка»] № 1123) (Mi #1101)       |             | Серия «Государственные гербы СССР и союзных республик»: - Латвийская ССР.                                                                         | 0,30 руб. | 9 февраля 1947 года   | 2 000 000 | Владимир Андреев      |
| (ЦФА [АО «Марка»] № 1124) (Mi #1100)       |             | Серия «Государственные гербы СССР и союзных республик»: - Киргизская ССР[./Знаки_почтовой_оплаты_СССР_(1947)#cite_note-м_1124-33 [Комм 23]].      | 0,30 руб. | 9 февраля 1947 года   | 2 000 000 | Владимир Андреев      |
| (ЦФА [АО «Марка»] № 1125) (Mi #1104)       |             | Серия «Государственные гербы СССР и союзных республик»: - Таджикская ССР.                                                                         | 0,30 руб. | 9 февраля 1947 года   | 2 000 000 | Владимир Андреев      |
| (ЦФА [АО «Марка»] № 1126) (Mi #1093)       |             | Серия «Государственные гербы СССР и союзных республик»: - Армянская ССР.                                                                          | 0,30 руб. | 9 февраля 1947 года   | 2 000 000 | Владимир Андреев      |
| (ЦФА [АО «Марка»] № 1127) (Mi #1105)       |             | Серия «Государственные гербы СССР и союзных республик»: - Туркменская ССР.                                                                        | 0,30 руб. | 9 февраля 1947 года   | 2 000 000 | Владимир Андреев      |
| (ЦФА [АО «Марка»] № 1128) (Mi #1096)       |             | Серия «Государственные гербы СССР и союзных республик»: - Эстонская ССР.                                                                          | 0,30 руб. | 9 февраля 1947 года   | 2 000 000 | Владимир Андреев      |
| (ЦФА [АО «Марка»] № 1129) (Mi #1098)       |             | Серия «Государственные гербы СССР и союзных республик»: - Карело-Финская ССР.                                                                     | 0,30 руб. | 9 февраля 1947 года   | 2 000 000 | Владимир Андреев      |
| (ЦФА [АО «Марка»] № 1130) (Mi #1108a)      |             | Серия «Государственные гербы СССР и союзных республик»: - СССР.                                                                                   | 1,00 руб. | 9 февраля 1947 года   | 1 000 000 | Владимир Андреев      |
| (ЦФА [АО «Марка»] № 1131) (Mi #1109)       |             | Серия «110-летие со дня гибели А. С. Пушкина»: - Портрет А. С. Пушкина, тёмно-фиолетовая.                                                         | 0,30 руб. | 10 февраля 1947 года  | 4 000 000 | Василий Завьялов      |
| (ЦФА [АО «Марка»] № 1132) (Mi #1110)       |             | Серия «110-летие со дня гибели А. С. Пушкина»: - Портрет А. С. Пушкина, тёмно-зелёная.                                                            | 0,50 руб. | 10 февраля 1947 года  | 1 000 000 | Василий Завьялов      |
| (ЦФА [АО «Марка»] № 1133) (Mi #1111B)      |             | Серия «29-я годовщина Советской Армии»: - Боец Советской Армии.                                                                                   | 0,20 руб. | 23 февраля 1947 года  | 500 000   | Василий Завьялов      |
| (ЦФА [АО «Марка»] № 1134) (Mi #1113B)      |             | Серия «29-я гоодовщина Советской Армии»: - Воины на занятиях.                                                                                     | 0,30 руб. | 23 февраля 1947 года  | 500 000   | Василий Завьялов      |
| (ЦФА [АО «Марка»] № 1135) (Mi #1112B)      |             | Серия «29-я гоодовщина Советской Армии»: - Пехотинец, моряк и лётчик.                                                                             | 0,30 руб. | 23 февраля 1947 года  | 500 000   | Василий Завьялов      |
| (ЦФА [АО «Марка»] № 1136) (Mi #1111A)      |             | Серия «29-я гоодовщина Советской Армии»: - Боец Советской Армии.                                                                                  | 0,20 руб. | 28 февраля 1947 года  | 500 000   | Василий Завьялов      |
| (ЦФА [АО «Марка»] № 1137) (Mi #1113A)      |             | Серия «29-я гоодовщина Советской Армии»: - Воины на занятиях.                                                                                     | 0,30 руб. | 28 февраля 1947 года  | 500 000   | Василий Завьялов      |
| (ЦФА [АО «Марка»] № 1138) (Mi #1112A)      |             | Серия «29-я гоодовщина Советской Армии»: - Пехотинец, моряк и лётчик.                                                                             | 0,30 руб. | 28 февраля 1947 года  | 500 000   | Василий Завьялов      |
| (ЦФА [АО «Марка»] № 1139) (Mi #1114)       |             | Серия «Международный женский день 8 Марта»: - Женщина с ребёнком.                                                                                 | 0,15 руб. | 11 марта 1947 года    | 3 000 000 | Владимир Андреев      |
| (ЦФА [АО «Марка»] № 1140) (Mi #1115)       |             | Серия «Международный женский день 8 Марта»: - Женщины на демонстрации.                                                                            | 0,30 руб. | 11 марта 1947 года    | 3 000 000 | Владимир Андреев      |
| (ЦФА [АО «Марка»] № 1141) (Mi #1116B-I)    |             | «30-летие Московского Совета депутатов»: - Здание Моссовета, размер рисунка 40,5×27 мм.                                                           | 0,30 руб. | 30 мая 1947 года      | 500 000   | Василий Завьялов      |
| (ЦФА [АО «Марка»] № 1141-I) (Mi #1116B-II) |             | «30-летие Московского Совета депутатов»: - Здание Моссовета, размер рисунка 41,5×27,5 мм.                                                         | 0,30 руб. | 30 мая 1947 года      | 500 000   | Василий Завьялов      |
| (ЦФА [АО «Марка»] № 1142) (Mi #1116A-I)    |             | «30-летие Московского Совета депутатов»: - Здание Моссовета, размер рисунка 40,5×27 мм.                                                           | 0,30 руб. | 3 июня 1947 года      | 1 500 000 | Василий Завьялов      |
| (ЦФА [АО «Марка»] № 1142-I) (Mi #1116A-II) |             | «30-летие Московского Совета депутатов»: - Здание Моссовета, размер рисунка 41,5×27,5 мм.                                                         | 0,30 руб. | 3 июня 1947 года      | 1 500 000 | Василий Завьялов      |
| (ЦФА [АО «Марка»] № 1143) (Mi #1117)       |             | Серия «День Международной солидарности трудящихся — 1 Мая»: - Демонстрация на Красной площади, красная.                                           | 0,30 руб. | 10 июня 1947 года     | 4 000 000 | Владимир Андреев      |
| (ЦФА [АО «Марка»] № 1144) (Mi #1118)       |             | Серия «День Международной солидарности трудящихся — 1 Мая»: - Демонстрация на Красной площади, зелёная.                                           | 1,00 руб. | 10 июня 1947 года     | 1 000 000 | Владимир Андреев      |
| (ЦФА [АО «Марка»] № 1145) (Mi #1119)       |             | Авиапочта. Серия «День Воздушного Флота СССР»: - Истребитель на фоне флага ВВС, фиолетовая.                                                       | 0,30 руб. | 1 сентября 1947 года  | 2 000 000 | Василий Завьялов      |
| (ЦФА [АО «Марка»] № 1146) (Mi #1120)       |             | Авиапочта. Серия «День Воздушного Флота СССР»: - Истребитель на фоне флага ВВС, ярко-синяя.                                                       | 1,00 руб. | 1 сентября 1947 года  | 1 000 000 | Василий Завьялов      |
| (ЦФА [АО «Марка»] № 1147) (Mi #1125)       |             | Серия «Московский метрополитен имени В. И. Ленина»: - «Электрозаводская».                                                                         | 0,30 руб. | 7 сентября 1947 года  | 3 000 000 | Владимир Андреев      |
| (ЦФА [АО «Марка»] № 1148) (Mi #1126)       |             | Серия «Московский метрополитен имени В. И. Ленина»: - «Измайловская».                                                                             | 0,30 руб. | 7 сентября 1947 года: | 3 000 000 | Владимир Андреев      |
| (ЦФА [АО «Марка»] № 1149) (Mi #1127)       |             | Серия «Московский метрополитен имени В. И. Ленина»: - «Сокол».                                                                                    | 0,45 руб. | 7 сентября 1947 года: | 1 000 000 | Владимир Андреев      |
| (ЦФА [АО «Марка»] № 1150) (Mi #1128)       |             | Серия «Московский метрополитен имени В. И. Ленина»: - «Сталинская» («Семеновская»).                                                               | 0,45 руб. | 7 сентября 1947 года: | 1 000 000 | Владимир Андреев      |
| (ЦФА [АО «Марка»] № 1151) (Mi #1129)       |             | Серия «Московский метрополитен имени В. И. Ленина»: - «Киевская».                                                                                 | 0,60 руб. | 7 сентября 1947 года: | 1 000 000 | Владимир Андреев      |
| (ЦФА [АО «Марка»] № 1152) (Mi #1130)       |             | Серия «Московский метрополитен имени В. И. Ленина»: - «Маяковская».                                                                               | 0,60 руб. | 7 сентября 1947 года: | 1 000 000 | Владимир Андреев      |
|                                            |             | Серия «800-летие Москвы» (надпечатка): Площадь Свердлова (Театральная)                                                                            | 0,20 руб. | 3 сентября 1947 года  | 1 000 000 | В. Завьялов           |
|                                            |             | Серия «800-летие Москвы» (надпечатка): Центральный музей В.И. Ленина                                                                              | 0,50 руб. | 3 сентября 1947 года  | 1 000 000 | В. Завьялов           |
|                                            |             | Серия «800-летие Москвы» (надпечатка): Красная площадь                                                                                            | 0,60 руб. | 3 сентября 1947 года  | 1 000 000 | В. Завьялов           |
|                                            |             | Серия «800-летие Москвы» (надпечатка): Памятник К. Минину и Д. Пожарском                                                                          | 1,00 руб. | 3 сентября 1947 года  | 500 000   | В. Завьялов           |
|                                            |             | Серия «10 лет каналу Москва-Волга»: Яхромский шлюз                                                                                                | 0,30 руб. | 5 сентября 1947 года  | 3 000 000 | В. Завьялов           |
|                                            |             | Серия «10 лет каналу Москва-Волга»: Карамышевская плотина                                                                                         | 0,30 руб. | 5 сентября 1947 года  | 3 000 000 | В. Завьялов           |
|                                            |             | Серия «10 лет каналу Москва-Волга»: Яхромская насосная станция                                                                                    | 0,45 руб. | 5 сентября 1947 года  | 2 000 000 | В. Завьялов           |
|                                            |             | Серия «10 лет каналу Москва-Волга»: Химкинский речной вокзал                                                                                      | 0,50 руб. | 5 сентября 1947 года  | 2 000 000 | В. Завьялов           |
|                                            |             | Серия «10 лет каналу Москва-Волга»: Схема трассы канала                                                                                           | 0,60 руб. | 5 сентября 1947 года  | 2 000 000 | В. Завьялов           |
|                                            |             | Серия «10 лет каналу Москва-Волга»: Шлюз №8 | 1,00 руб. | 5 сентября 1947 года  | 1 000 000 | В. Завьялов           |

## Шестой выпуск стандартных марок (1939—1956)
В 1947 году продолжена эмиссия стандартных марок шестого выпуска (1939—1956): были переизданы марки номиналом в 15 и 30 копеек офсетным способом. Кроме того в обращение поступили новые марки номиналом 60 копеек с изображением Спасской башни Московского кремля, отпечатанные типографским способом.
Порядок следования элементов в таблице соответствует номеру по каталогу марок СССР (ЦФА), в скобках приведены номера по каталогу «Михель».
| № по каталогу                         | Изображение | Описание и источники                               | Номинал   | Дата выпуска       | Тираж    | Художник                                       |
| ------------------------------------- | ----------- | -------------------------------------------------- | --------- | ------------------ | -------- | ---------------------------------------------- |
| (ЦФА [АО «Марка»] № 698) (Mi #679IIA) |             | Красноармеец, зелёная.                             | 0,15 руб. | сентябрь 1947 года | массовый | В. Сидельников и коллектив художников Гознака. |
| (ЦФА [АО «Марка»] № 699) (Mi #682IIA) |             | Лётчик, ультрамариновая.                           | 0,30 руб. | сентябрь 1947 года | массовый | В. Сидельников и коллектив художников Гознака. |
| (ЦФА [АО «Марка»] № 700) (Mi #1244)   |             | Спасская башня Московского Кремля, светло-красная. | 0,60 руб. | декабрь 1947 года  | массовый | В. Сидельников и коллектив художников Гознака. |

## Комментарии
1. ↑  Ниже приведён перечень памятных художественных марок (с возможностью сортировки по номиналу, тиражу и дате введения в обращение).
2. ↑  Серия «100-летие со дня рождения академика А. П. Карпинского»: портрет А. П. Карпинского, тёмно-зелёная. Глубокая печать, перфорирована: линейная зубцовка 12½ (на каждые 2 сантиметра края марки приходится 12½ зубцов). В марочных листах 100 (10×10) марок[1][6][7].
3. ↑  Серия «100-летие со дня рождения академика А. П. Карпинского»: портрет А. П. Карпинского, чёрно-коричневая. Глубокая печать, перфорирована: линейная зубцовка 12½ (на каждые 2 сантиметра края марки приходится 12½ зубцов). В марочных листах 100 (10×10) марок[1][6][7].
4. ↑  Серия «100-летие со дня рождения академика Н. Е. Жуковского»: портрет Н. Е. Жуковского, серо-коричневая. Глубокая печать, перфорирована: линейная зубцовка 12½ (на каждые 2 сантиметра края марки приходится 12½ зубцов). В марочных листах 100 (10×10) марок[1][6][8].
5. ↑  Серия «100-летие со дня рождения академика Н. Е. Жуковского»: портрет Н. Е. Жуковского, серо-ультрамариновая. Глубокая печать, перфорирована: линейная зубцовка 12½ (на каждые 2 сантиметра края марки приходится 12½ зубцов). В марочных листах 100 (10×10) марок[1][6][8].
6. ↑  Серия «23-я годовщина со дня смерти В. И. Ленина»: Мавзолей В. И. Ленина, серо-зелёная. Глубокая печать, перфорирована: линейная зубцовка 12½ (на каждые 2 сантиметра края марки приходится 12½ зубцов). В марочных листах 100 (10×10) марок[1][6][8].
7. ↑  Серия «23-я годовщина со дня смерти В. И. Ленина»: Мавзолей В. И. Ленина, серо-синяя. Глубокая печать, перфорирована: линейная зубцовка 12½ (на каждые 2 сантиметра края марки приходится 12½ зубцов). В марочных листах 100 (10×10) марок[1][6][8].
8. ↑  Серия «23-я годовщина со дня смерти В. И. Ленина»: портрет В. И. Ленина, тёмно-коричневая. Глубокая печать, перфорирована: линейная зубцовка 12½ (на каждые 2 сантиметра края марки приходится 12½ зубцов). В марочных листах 100 (10×10) марок[1][6][8].
9. ↑  Серия «100-летие Географического общества СССР»: мореплаватель Ф. П. Литке, лилово-коричневая. Глубокая печать, перфорирована: линейная зубцовка 12½ (на каждые 2 сантиметра края марки приходится 12½ зубцов). В марочных листах 100 (10×10) марок[1][6][8].
10. ↑  Серия «100-летие Географического общества СССР»: мореплаватель Ф. П. Литке, чёрно-синяя. Глубокая печать, перфорирована: линейная зубцовка 12½ (на каждые 2 сантиметра края марки приходится 12½ зубцов). В марочных листах 100 (10×10) марок[1][6][8].
11. ↑  Серия «100-летие Географического общества СССР»: путешественник Н. М. Пржевальский, лилово-коричневая. Глубокая печать, перфорирована: линейная зубцовка 12½ (на каждые 2 сантиметра края марки приходится 12½ зубцов). В марочных листах 100 (10×10) марок[1][6][8].
12. ↑  Серия «100-летие Географического общества СССР»: путешественник Н. М. Пржевальский, оливково-коричневая. Глубокая печать, перфорирована: линейная зубцовка 12½ (на каждые 2 сантиметра края марки приходится 12½ зубцов). В марочных листах 100 (10×10) марок[1][6][8].
13. ↑  Серия «Государственные гербы СССР и союзных республик»: РСФСР, кирпично-красная. Глубокая печать, перфорирована: линейная зубцовка 12½ (на каждые 2 сантиметра края марки приходится 12½ зубцов). В марочных листах 100 (10×10) марок[1][9][10].
14. ↑  Серия «Государственные гербы СССР и союзных республик»: Украинская ССР, серо-синяя. Глубокая печать, перфорирована: линейная зубцовка 12½ (на каждые 2 сантиметра края марки приходится 12½ зубцов). В марочных листах 100 (10×10) марок[1][9][10].
15. ↑  Серия «Государственные гербы СССР и союзных республик»: Белорусская ССР, оливково-зелёная. Глубокая печать, перфорирована: линейная зубцовка 12½ (на каждые 2 сантиметра края марки приходится 12½ зубцов). В марочных листах 100 (10×10) марок[1][9][10].
16. ↑  Серия «Государственные гербы СССР и союзных республик»: Узбекская ССР, коричневая. Глубокая печать, перфорирована: линейная зубцовка 12½ (на каждые 2 сантиметра края марки приходится 12½ зубцов). В марочных листах 100 (10×10) марок[1][9][10].
17. ↑  Серия «Государственные гербы СССР и союзных республик»: Казахская ССР, жёлто-оранжевая. Глубокая печать, перфорирована: линейная зубцовка 12½ (на каждые 2 сантиметра края марки приходится 12½ зубцов). В марочных листах 100 (10×10) марок[1][9][10].
18. ↑  Серия «Государственные гербы СССР и союзных республик»: Грузинская ССР, тёмно-лиловая. Глубокая печать, перфорирована: линейная зубцовка 12½ (на каждые 2 сантиметра края марки приходится 12½ зубцов). В марочных листах 100 (10×10) марок[1][9][10].
19. ↑  Серия «Государственные гербы СССР и союзных республик»: Азербайджанская ССР, коричнево-оливковая. Глубокая печать, перфорирована: линейная зубцовка 12½ (на каждые 2 сантиметра края марки приходится 12½ зубцов). В марочных листах 100 (10×10) марок[1][9][10].
20. ↑  Серия «Государственные гербы СССР и союзных республик»: Литовская ССР, серо-оливковая. Глубокая печать, перфорирована: линейная зубцовка 12½ (на каждые 2 сантиметра края марки приходится 12½ зубцов). В марочных листах 100 (10×10) марок[1][9][10].
21. ↑  Серия «Государственные гербы СССР и союзных республик»: Молдавская ССР, лилово-коричневая. Глубокая печать, перфорирована: линейная зубцовка 12½ (на каждые 2 сантиметра края марки приходится 12½ зубцов). В марочных листах 100 (10×10) марок[1][9][10].
22. ↑  Серия «Государственные гербы СССР и союзных республик»: Латвийская ССР, светло-коричневая. Глубокая печать, перфорирована: линейная зубцовка 12½ (на каждые 2 сантиметра края марки приходится 12½ зубцов). В марочных листах 100 (10×10) марок[1][9][10].
23. ↑  Серия «Государственные гербы СССР и союзных республик»: Киргизская ССР, серо-фиолетовая. Глубокая печать, перфорирована: линейная зубцовка 12½ (на каждые 2 сантиметра края марки приходится 12½ зубцов). В марочных листах 100 (10×10) марок[1][9][10].
24. ↑  Серия «Государственные гербы СССР и союзных республик»: Таджикская ССР, тёмно-зелёная. Глубокая печать, перфорирована: линейная зубцовка 12½ (на каждые 2 сантиметра края марки приходится 12½ зубцов). В марочных листах 100 (10×10) марок[1][9][10].
25. ↑  Серия «Государственные гербы СССР и союзных республик»: Армянская ССР, коричневая. Глубокая печать, перфорирована: линейная зубцовка 12½ (на каждые 2 сантиметра края марки приходится 12½ зубцов). В марочных листах 100 (10×10) марок[1][9][10].
26. ↑  Серия «Государственные гербы СССР и союзных республик»: Туркменская ССР, серо-лиловая. Глубокая печать, перфорирована: линейная зубцовка 12½ (на каждые 2 сантиметра края марки приходится 12½ зубцов). В марочных листах 100 (10×10) марок[1][9][10].
27. ↑  Серия «Государственные гербы СССР и союзных республик»: Эстонская ССР, серая. Глубокая печать, перфорирована: линейная зубцовка 12½ (на каждые 2 сантиметра края марки приходится 12½ зубцов). В марочных листах 100 (10×10) марок[1][9][10].
28. ↑  Серия «Государственные гербы СССР и союзных республик»: Карело-Финская ССР, серо-фиолетовая. Глубокая печать, перфорирована: линейная зубцовка 12½ (на каждые 2 сантиметра края марки приходится 12½ зубцов). В марочных листах 100 (10×10) марок[1][9][10].
29. ↑  Серия «Государственные гербы СССР и союзных республик»: СССР, многоцветная. Литография, перфорирована: линейная зубцовка 12½ (на каждые 2 сантиметра края марки приходится 12½ зубцов). В марочных листах 32 (4×8) марок[1][9][10].
30. ↑  Серия «110-летие со дня гибели А. С. Пушкина»: портрет А. С. Пушкина, тёмно-фиолетовая. Глубокая печать, перфорирована: линейная зубцовка 12½ (на каждые 2 сантиметра края марки приходится 12½ зубцов). В марочных листах 100 (10×10) марок[1][11][12].
31. ↑  Серия «110-летие со дня гибели А. С. Пушкина»: портрет А. С. Пушкина, тёмно-зелёная. Глубокая печать, перфорирована: линейная зубцовка 12½ (на каждые 2 сантиметра края марки приходится 12½ зубцов). В марочных листах 100 (10×10) марок[1][11][12].
32. ↑  Серия «29-я гоодовщина Советской Армии»: боец Советской Армии, чёрно-коричневая. Глубокая печать, без зубцов. В марочных листах 100 (10×10) марок[1][11][12].
33. ↑  Серия «29-я гоодовщина Советской Армии»: воины на занятиях, серо-синяя. Глубокая печать, без зубцов. В марочных листах 100 (10×10) марок[1][11][12].
34. ↑  Серия «29-я гоодовщина Советской Армии»: пехотинец, моряк и лётчик, коричневая. Глубокая печать, без зубцов. В марочных листах 100 (10×10) марок[1][11][12].
35. ↑  Серия «29-я гоодовщина Советской Армии»: боец Советской Армии, чёрно-коричневая. Глубокая печать, перфорирована: линейная зубцовка 12½ (на каждые 2 сантиметра края марки приходится 12½ зубцов). В марочных листах 100 (10×10) марок[1][11][12].
36. ↑  Серия «29-я гоодовщина Советской Армии»: воины на занятиях, серо-синяя. Глубокая печать, перфорирована: линейная зубцовка 12½ (на каждые 2 сантиметра края марки приходится 12½ зубцов). В марочных листах 100 (10×10) марок[1][11][12].
37. ↑  Серия «29-я гоодовщина Советской Армии»: пехотинец, моряк и лётчик, коричневая. Глубокая печать, перфорирована: линейная зубцовка 12½ (на каждые 2 сантиметра края марки приходится 12½ зубцов). В марочных листах 100 (10×10) марок[1][11][12].
38. ↑  Серия «Международный женский день 8 марта»: женщина с ребёнком, синяя. Глубокая печать на сероватой бумаге малой плотности, перфорирована: линейная зубцовка 12½ (на каждые 2 сантиметра края марки приходится 12½ зубцов). В марочных листах 100 (10×10) марок[1][11][12].
39. ↑  Серия «Международный женский день 8 марта»: женщины на демонстрации, красно-оранжевая. Глубокая печать на сероватой бумаге малой плотности, перфорирована: линейная зубцовка 12½ (на каждые 2 сантиметра края марки приходится 12½ зубцов). В марочных листах 72 (12×6) марок[1][11][12].
40. ↑  «30-летие Московского Совета депутатов»: здание Моссовета, красная, чёрная, голубая, размер рисунка 40,5×27 мм. Фототипия, без зубцов. В марочных листах 72 (9×8) марок[1][13][14].
41. ↑  «30-летие Московского Совета депутатов»: здание Моссовета, красная, чёрная, голубая, размер рисунка 41,5×27,5 мм. Фототипия, без зубцов. В марочных листах 72 (9×8) марок[1][13][14].
42. ↑  «30-летие Московского Совета депутатов»: здание Моссовета, красная, чёрная, голубая, размер рисунка 40,5×27 мм. Фототипия, перфорирована: линейная зубцовка 12½ (на каждые 2 сантиметра края марки приходится 12½ зубцов). В марочных листах 72 (9×8) марок[1][13][14].
43. ↑  «30-летие Московского Совета депутатов»: здание Моссовета, красная, чёрная, голубая, размер рисунка 41,5×27,5 мм. Фототипия, перфорирована: линейная зубцовка 12½ (на каждые 2 сантиметра края марки приходится 12½ зубцов). В марочных листах 72 (9×8) марок[1][13][14].
44. ↑  Серия «День Международной солидарности трудящихся — 1 Мая»: демонстрация на Красной площади, красная. Глубокая печать, перфорирована: линейная зубцовка 12½ (на каждые 2 сантиметра края марки приходится 12½ зубцов). В марочных листах 65 (5×13) марок[1][15][14].
45. ↑  В каталоге Михель указана дата начала эмиссии 10 июня 1947 года[14], а в каталоге Соловьёва — 3 июня[15].
46. ↑  Серия «День Международной солидарности трудящихся — 1 Мая»: демонстрация на Красной площади, зелёная. Глубокая печать, перфорирована: линейная зубцовка 12½ (на каждые 2 сантиметра края марки приходится 12½ зубцов). В марочных листах 65 (5×13) марок[1][15][14].
47. ↑  В каталоге Михель указана дата начала эмиссии 10 июня 1947 года[14], а в каталоге Соловьёва — 3 июня[15].
48. ↑  Авиапочта. Серия «День Воздушного Флота СССР»: истребитель на фоне флага ВВС, фиолетовая. Глубокая печать, перфорирована: линейная зубцовка 12½ (на каждые 2 сантиметра края марки приходится 12½ зубцов). В марочных листах 80 (10×8) марок[1][15][16].
49. ↑  Дата начала эмиссии указана в каталоге Михель[16], в каталоге Соловьёва — дата не указана[15].
50. ↑  Авиапочта. Серия «День Воздушного Флота СССР»: истребитель на фоне флага ВВС, ярко-синяя. Глубокая печать, перфорирована: линейная зубцовка 12½ (на каждые 2 сантиметра края марки приходится 12½ зубцов). В марочных листах 80 (10×8) марок[1][15][16].
51. 1 2 3 4 5 6  Продолжение. Начало серии «Московский метрополитен» см. февраль 1935 года, 7 ноября 1938 года. Продолжение серии см. в каталогах 1950, 1952 года и 1965 года.
52. ↑  Серия «Московский метрополитен имени В. И. Ленина»: «Электрозаводская», серо-коричневая. Глубокая печать, перфорирована: линейная зубцовка 12½ (на каждые 2 сантиметра края марки приходится 12½ зубцов). В марочных листах 100 (10×10) марок[1][15][17].
53. 1 2 3 4 5 6  Дата начала эмиссии указана в каталоге Михель[17], в каталоге Соловьёва — дата не указана[15].
54. ↑  Серия «Московский метрополитен имени В. И. Ленина»: «Измайловская», чёрно-синяя. Глубокая печать, перфорирована: линейная зубцовка 12½ (на каждые 2 сантиметра края марки приходится 12½ зубцов). В марочных листах 100 (10×10) марок[1][15][17].
55. ↑  Серия «Московский метрополитен имени В. И. Ленина»: «Сокол», коричневая. Глубокая печать, перфорирована: линейная зубцовка 12½ (на каждые 2 сантиметра края марки приходится 12½ зубцов). В марочных листах 100 (10×10) марок[1][15][17].
56. ↑  Серия «Московский метрополитен имени В. И. Ленина»: «Сталинская» («Семеновская»), фиолетовая. Глубокая печать, перфорирована: линейная зубцовка 12½ (на каждые 2 сантиметра края марки приходится 12½ зубцов). В марочных листах 100 (10×10) марок[1][15][17].
57. ↑  Серия «Московский метрополитен имени В. И. Ленина»: «Киевская», зелёная. Глубокая печать, перфорирована: линейная зубцовка 12½ (на каждые 2 сантиметра края марки приходится 12½ зубцов). В марочных листах 100 (10×10) марок[1][15][17].
58. ↑  Серия «Московский метрополитен имени В. И. Ленина»: «Маяковская», красно-коричневая. Глубокая печать, перфорирована: линейная зубцовка 12½ (на каждые 2 сантиметра края марки приходится 12½ зубцов). В марочных листах 100 (10×10) марок[1][15][17].
59. ↑  Ниже приведён перечень стандартных марок (с возможностью сортировки по номиналу, тиражу и дате введения в обращение).
60. ↑  Красноармеец, зелёная. Офсетная печать на простой бумаге без водяного знака, перфорирована: комбинированная гребенчатая зубцовка 12:12½ (на каждые 2 сантиметра края марки приходится 12:12½ зубцов). Разновидность  (ЦФА [АО «Марка»] № 698А)  (Mi #679IIC) с линейной зубцовкой 12½. В марочных листах по 100 (10×10) марок[20][21][25].
61. 1 2  В каталоге Стандарт-коллекции под редакцией Загорского название рисунка — «парашютист»[26].
62. ↑  Лётчик[Комм 61], ультрамариновая. Офсетная печать на простой бумаге без водяного знака, перфорирована: комбинированная гребенчатая зубцовка 12:12½ (на каждые 2 сантиметра края марки приходится 12:12½ зубцов). Разновидность  (ЦФА [АО «Марка»] № 699А)  (Mi #682IIC) с линейной зубцовкой 12½. В марочных листах по 100 (10×10) марок[20][21][25].
63. ↑  Спасская башня Московского Кремля, светло-красная. Типографская печать на простой бумаге без водяного знака, перфорирована: линейная зубцовка 12½ (на каждые 2 сантиметра края марки приходится 12½ зубцов). В марочных листах по 100 (10×10) марок[20][21][27].